# Clavaviridae
Clavaviridae ist die Bezeichnung für eine Familie Viren mit ringförmig geschlossenem (zirkulärem) Doppelstrang-DNA-Genom. Ihre natürlichen Wirte gehören zu den Archaeen.
Die Familie wurde erstmals 2010 von dem Team um D. Prangishvili beschrieben.
Es gibt derzeit (Mitte März 2021) nur eine einzige vom International Committee on Taxonomy of Viruses (ICTV) bestätigte Gattung in dieser Familie, Clavavirus. Innerhalb dieser Gattung wurde bis dahin ebenfalls nur eine einzige Art beschrieben: Aeropyrum pernix bacilliform virus 1 (APBV1).
Der Name leitet sich vom lateinischen Wort clava für Stock ab, was eine Bezugnahme auf das stäbchenförmige Aussehen der Virusteilchen ist.

## Beschreibung

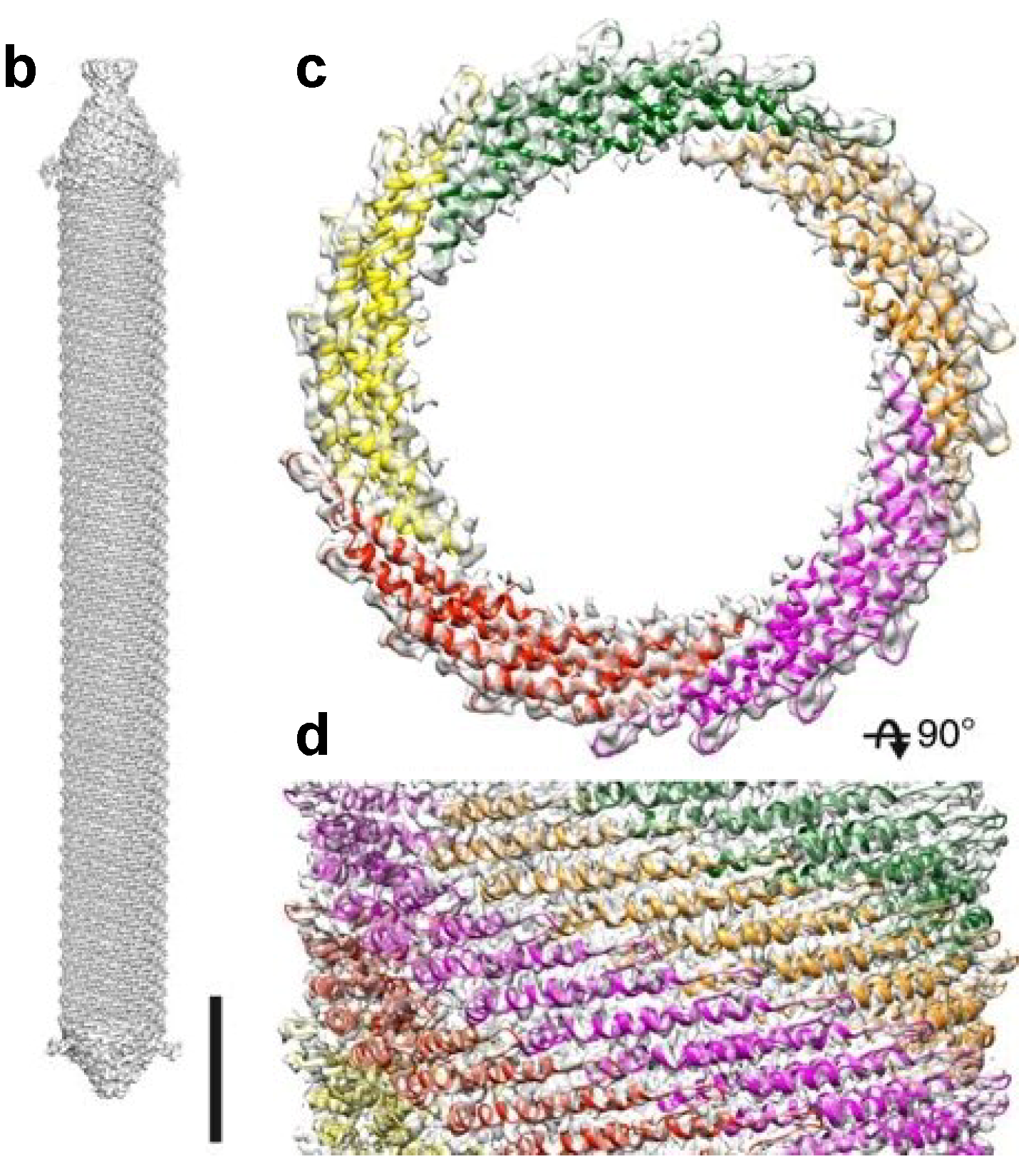
3D-Rekonstruktion des Aufbaus der Virionen von Aeropyrum pernix bacilliform virus 1 (APBV1). Maßstab 10 nm.

Die Vironen (Viruspartikel) sind stäbchenförmig und haben eine Länge von 14 nm bei einem Durchmesser von 15,8 nm.
Ein Ende ist spitz und das andere leicht abgerundet.
Die Struktur der APBV1-Virionen wurde mittels Kryoelektronenmikroskopie mit nahezu atomarer Auflösung aufgeklärt und zeigt, wie das helikale Virion aus einem alpha-helikalen Hauptkapsidprotein (en. major capsid protein, MCP) mit einer für diese Familie spezifischen Faltung aufgebaut ist.
Die Virionen sind hoch thermostabil und bleiben nach Inkubation bei 100 °C für 3 h infektiös.

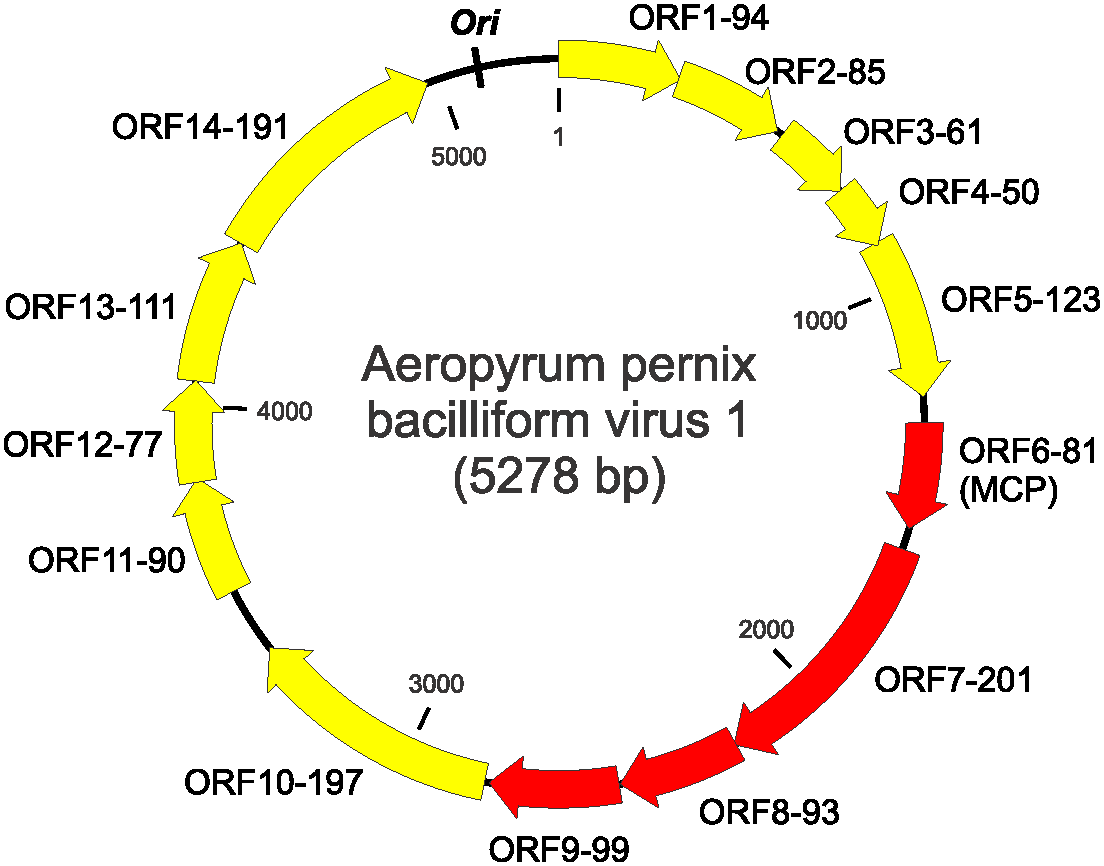
Genomkarte von APBV1

Das Genom ist unsegmentiert (monopartit) und besteht aus einem zirkulären, doppelsträngigen DNA-Molekül (dsDNA) mit einer Länge von 5,3 kbp (Kilobasenpaaren).
Es integriert sich nicht in das Wirtsgenom.
Das Genom enthält 14 offene Leserahmen (en. open reading frames, ORFs), von denen bei Entdeckung keiner eine Ähnlichkeit mit anderen Gen-Sequenzen in öffentlichen Datenbanken aufwies.
Die Infektion mit Claviviren führt nicht zur Lyse der Wirtszelle.

## Systematik

Schemazeichnung eines Virions der Gattung Clavavirus

Die Systematik der Familie nach ICTV ist mtr Stand Mai 2024 wie folgt:
Familie Clavaviridae
- Gattung Clavavirus
  - Spezies Clavavirus yamagawaense (monotypisch)
    - Aeropyrum pernix bacilliform virus 1 (APBV1)
      - Isolat Japan/Tanaka/2005[8]

## Weiterführende Literatur
- Mart Krupovic, Emmanuelle R. J. Quemin, Dennis H. Bamford, Patrick Forterre, David Prangishvili: Unification of the globally distributed spindle-shaped viruses of the Archaea. In: Journal of Virology. 88. Jahrgang, Nr. 4, 2014, ResearchGate:259320195, S. 2354–2358, doi:10.1128/JVI.02941-13, PMID 24335300, PMC 3911535 (freier Volltext) – (englisch).
- Fengbin Wang, Virginija Cvirkaite-Krupovic, Matthijn Vos, Leticia C. Beltran, Mark A. B. Kreutzberger, Jean-Marie Winter, Zhangli Su, Jun Liu, Stefan Schouten, Mart Krupovic, Edward H. Egelman: Spindle-shaped archaeal viruses evolved from rod-shaped ancestors to package a larger genome. In:
  - Biophysical Journal, Band 121, Nr. 3, Februar 2022, S. 148a-149a; doi:10.1016/j.bpj.2021.11.1983, ResearchGate:358561680 (englisch).
  - Cell, Band 185, Nr. 8, 14. April 2022, S. 1297-1307.e11; doi:10.1016/j.cell.2022.02.019, PMID 35325592, PMC 9018610 (freier Volltext), HAL:03620791, Epub 23. März 2022 (englisch).